# Radio Eska
Radio Eska is een Pools commercieel radiostation, het zendt uit sinds 1993 en is een onderdeel van Grupa Radiowa Time. Het radiostation hanteert een CHR-formaat met popmuziek. 
Radio ESKA zendt uit via een groot aantal regionale FM-frequenties in Polen.
Het hoofdkantoor van de zender bevindt zich in Warschau.